# 국가뿌리산업진흥센터
국가뿌리산업진흥센터(Korea National Ppuri Industry Center ; KPIC)는 주조(鑄造), 금형(金型), 소성가공(塑性加工), 용접(鎔接), 표면처리(表面處理), 열처리(熱處理) 등 제조업의 전반에 걸쳐 활용되는 공정기술 등 뿌리산업을 지원하기 위하여 설립된 대한민국 미래창조과학부 산하 국가과학기술연구회 한국생산기술연구원 소속의 뿌리산업 지원기관이다. 국가뿌리산업진흥센터 상위기관인 한국생산기술연구원이 미래창조과학부 산하 기관이지만 뿌리산업 관련 업무는 산업통상자원부 1차관 소관 산업정책실 소재부품산업정책관 아래의 철강화학과에서 주관한다. 서울특별시 강남구 테헤란로 322 한신인터벨리24 서관 19층에 있다.

## 설립 근거
- 뿌리산업 진흥과 첨단화에 관한 법률[4]

## 연혁
- 2012년 3월 한국생산기술연구원에 국가뿌리산업진흥센터 신설

## 주요 업무
- 뿌리산업 시장 및 뿌리기술의 조사·분석과 수집정보의 이용
- 뿌리산업 진흥을 위한 산업통상자원부 소관 연구개발사업에 대한 지원업무
- 뿌리산업과 관련된 창업 및 경영 지원과 그에 관한 정보의 수집·관리
- 기업의 뿌리산업을 통한 경쟁력 강화 및 신산업 발굴의 지원에 관한 사업
- 뿌리산업 관련 시설의 환경개선, 인력 확보 및 양성 등에 관한 사업
- 뿌리산업 진흥에 관하여 정부로부터 위탁받은 사업
- 그 밖에 뿌리산업 진흥을 위하여 필요한 사항으로서 대통령령으로 정하는 사업

## 조직

### 국가뿌리산업진흥센터 소장
- 뿌리기술자문단
- 뿌리산업자문단

## 같이 보기
- 한국금형공업협동조합
- 한국도금공업협동조합
- 한국용접공업협동조합
- 한국주물공업협동조합
- 중소벤처기업진흥공단